# Søllested-Skovlænge-Gurreby Sogn

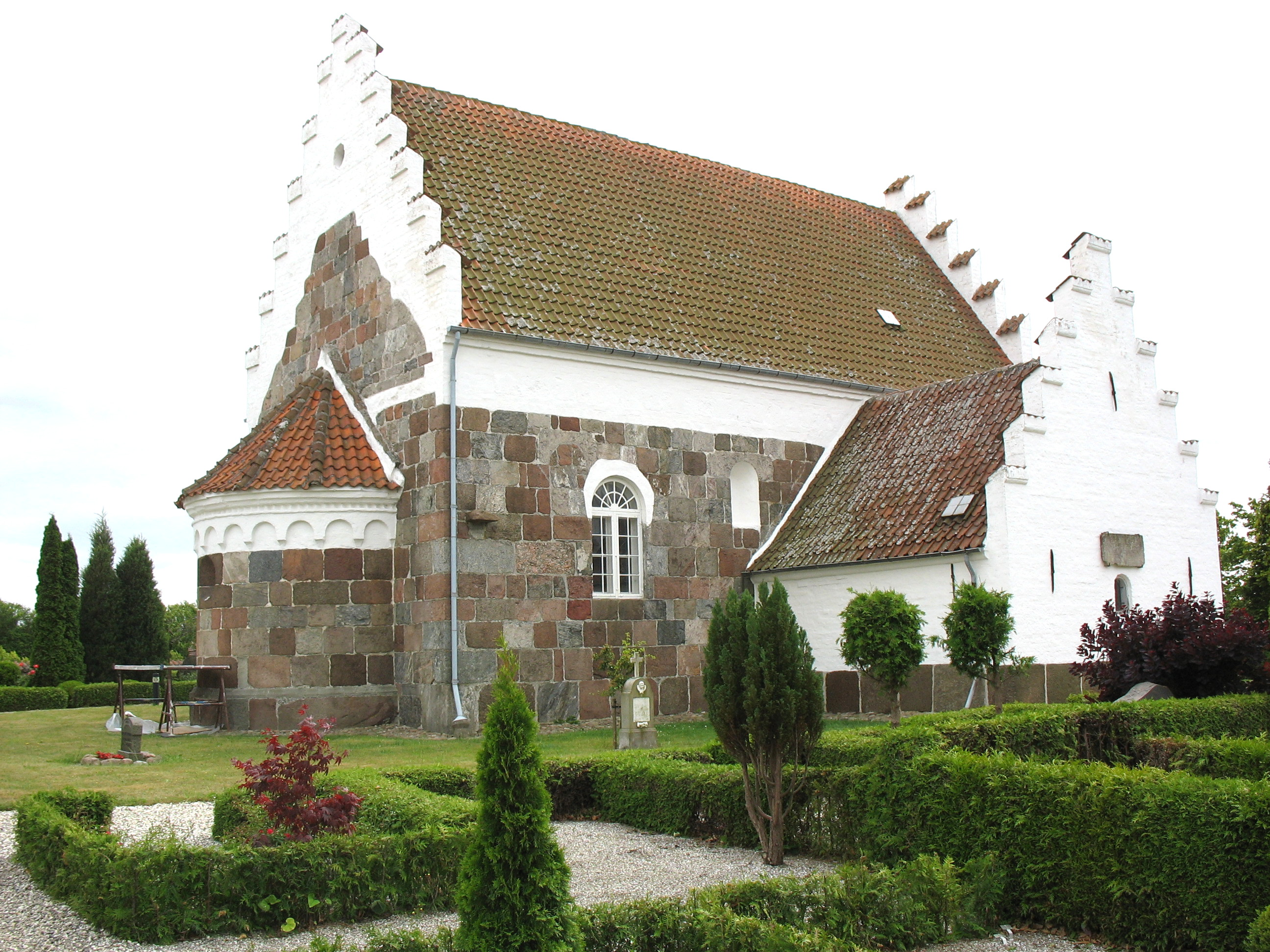
Søllested Kirke

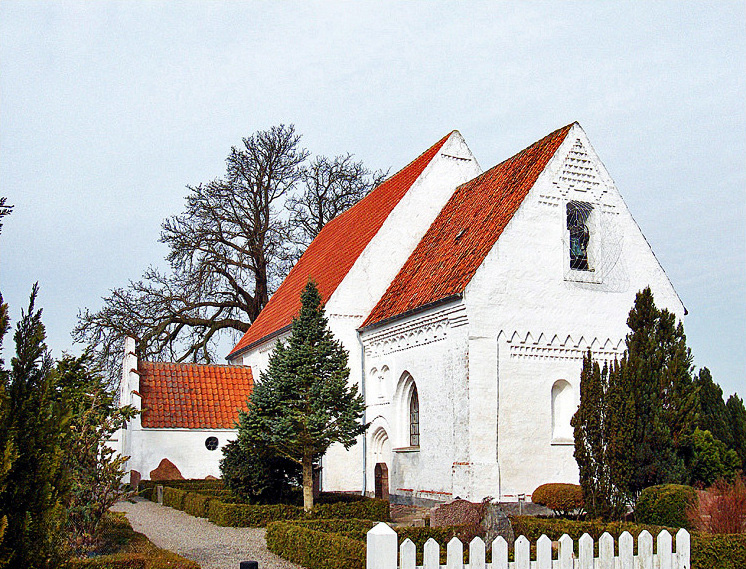
Skovlænge Kirke

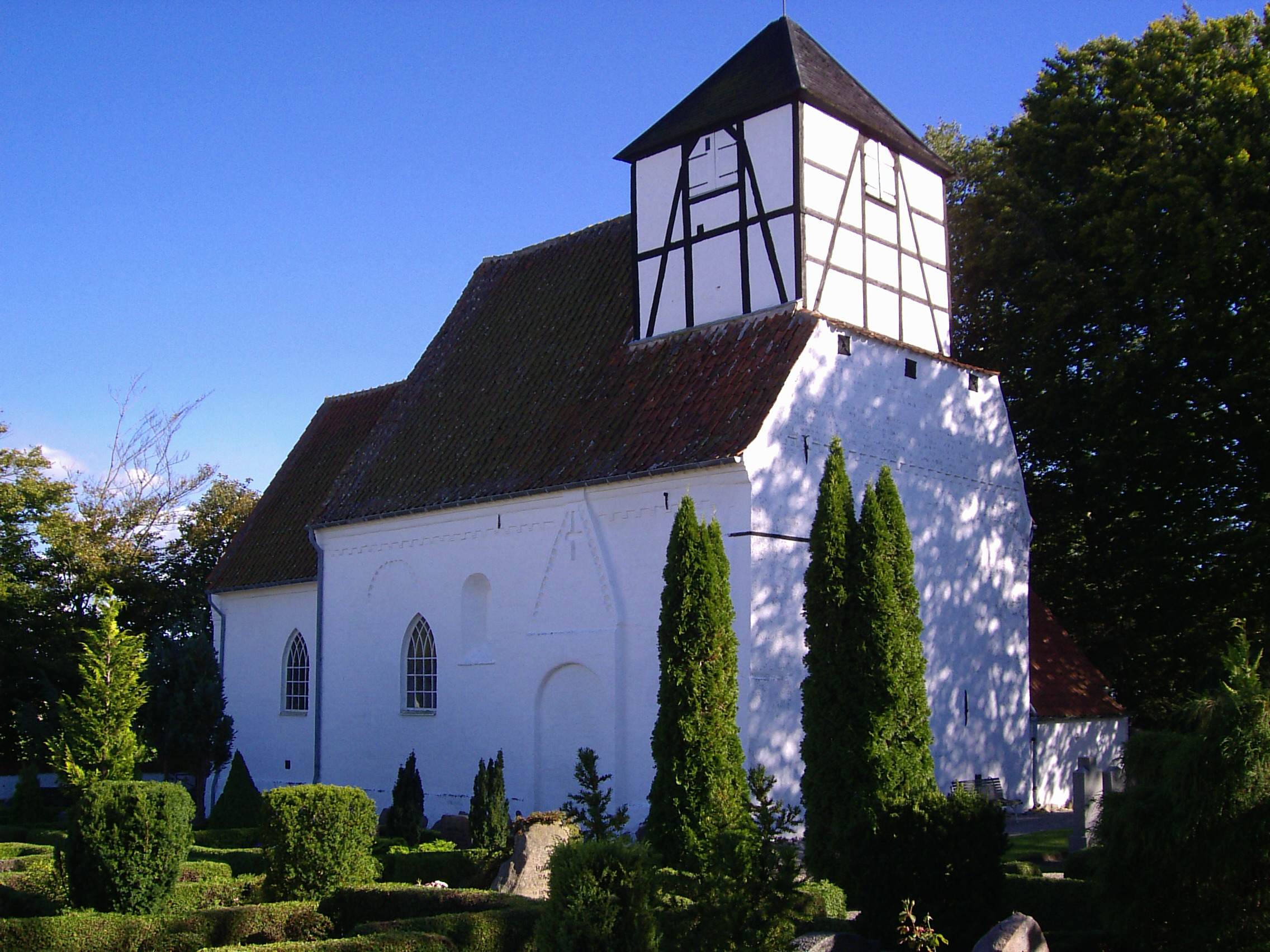
Gurreby Kirke

Søllested-Skovlænge-Gurreby Sogn  ist eine Kirchspielsgemeinde (dän.: Sogn) auf der Insel Lolland im südlichen Dänemark, die am 27. November 2016 durch Zusammenlegung von Gurreby Sogn, Skovlænge Sogn und Søllested Sogn entstand. Diese Zusammenlegung bezieht sich nur auf die kirchlichen Belange. In ihrer Eigenschaft als Matrikelsogne, also als Grundbuchbezirke der Katasterbehörde Geodatastyrelsen, wirken sich seit Abschaffung der Hardenstruktur 1970 solche Änderungen nicht mehr aus.
Bis 1970 gehörte das Kirchspiel zur Harde Lollands Sønder Herred im damaligen Maribo Amt, danach zur Højreby Kommune im Storstrøms Amt, die im Zuge der  Kommunalreform zum 1. Januar 2007 in der Lolland Kommune in der Region Sjælland aufgegangen ist.
Im Kirchspiel lebten am 1. Januar 2023 1.542 Einwohner, davon 1.363 im Kirchdorf Søllested.
Im Kirchspiel liegen die Kirchen „Søllested Kirke“, „Skovlænge Kirke“ und „Gurreby Kirke“.
Nachbargemeinden sind im Norden Halsted Sogn, im Nordosten Stokkemarke Sogn, im Südosten Ryde Sogn, im Süden Landet Sogn, im Südwesten Græshave Sogn und im Westen Arninge Sogn und Avnede Sogn.